# 김영복 (서예가)
김영복(1954년 강원특별자치도 원주시 ~ )은 대한민국의 서예가이다.

## 경력
- 1975~1990 통문관 직원
- 1990~2010 문우서림 대표
- 1992~ 소치연구회 연구위원
- 2005~ KBS 《TV쇼 진품명품》고서 감정위원
- 2005~ 한국미술품감정평가원 감정위원
- 2005~ 추사연구회 운영위원
- 2007~ 한국추사회 부회장
- 2009~ 옥션 단 대표
- 2020~ 케이옥션 고문

## 상훈
- 2020 화봉학술문화상

## 출연작
- 2005~ KBS 1TV 《TV쇼 진품명품》